# Retraktorsystem
Ein Retraktorsystem dient in der Chirurgie bei Operationen zum Offenhalten des Operationsfeldes. Retraktorsysteme kommen meist bei Bauchoperationen (Laparotomien), Brustkorboperationen (Thorakotomien), gynäkologischen und proktologischen, neurochirurgischen Operationen sowie Schilddrüsenoperationen zur Anwendung. Vorläufer dieser Systeme sind z. B. der Bauchrahmen und der Rippenspreizer.

## Funktionsweise

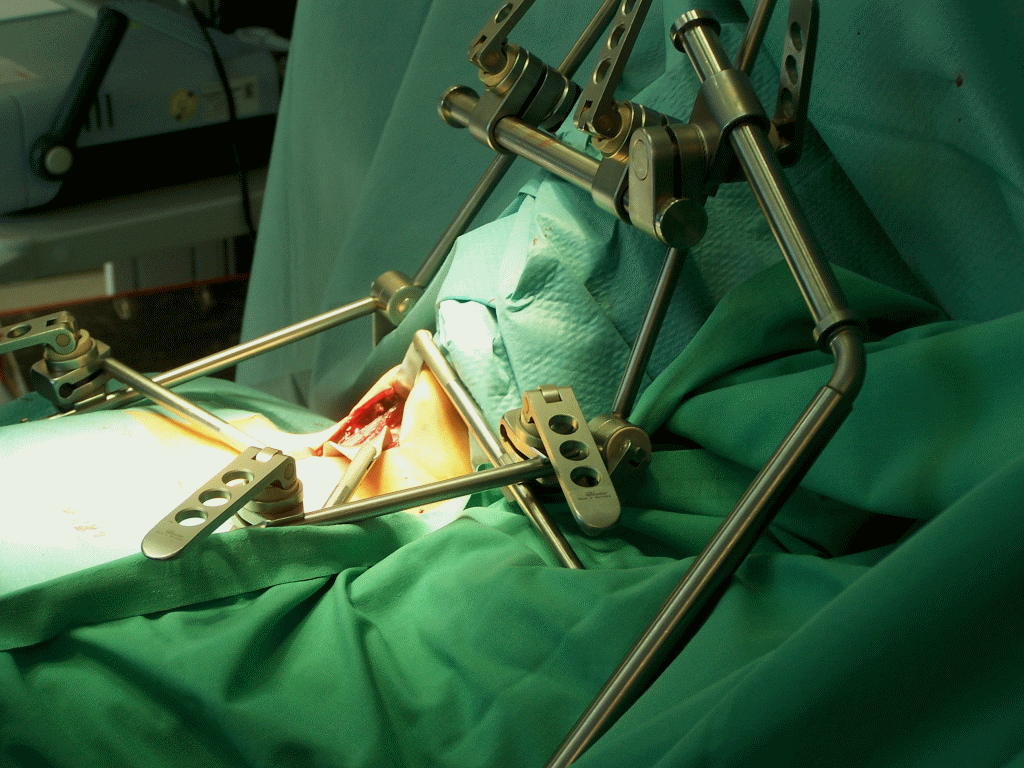
Einsatz eines Retraktorsystems bei einer Schilddrüsenoperation

Zur Befestigung von Armauflagen, Beinhaltern, Anästhesiebügeln und ähnlichen Zusatzgeräten hat jeder moderne Operationstisch an beiden Längsseiten genormte Schienen.
Ein Retraktorsystem besteht aus einem in alle Richtungen variablen Gestänge, das an dieser Schiene fest verankert ist. An diesem Gestänge können Wundhaken verschiedener Form und Größe mit Klemmbacken in jeder beliebigen Position befestigt werden, wodurch der Zugang zum Operationsgebiet starr freigehalten wird.

## Anwendung und Bedeutung
Üblicherweise werden mittelgroße Operationen (Appendektomie, Leistenhernien etc.) mit einem, große Operationen (Cholezystektomie, Gastrektomie, Strumaresektion etc.) mit zwei Assistenten durchgeführt. Dies können Assistenzärzte oder operationstechnische Assistenten sein. Eine der Hauptaufgaben dieser Assistenten besteht in der Sicherung des Zugangs zum Operationsgebiet. Ein gutes Retraktorsystem kann diese Aufgabe großteils übernehmen, so dass auf einen der Assistenten weitgehend verzichtet werden kann.
Die zunehmende Personalknappheit (aus Gründen der Wirtschaftlichkeit oder des Fehlens geeigneter Mitarbeiter) führt zu zunehmender Anwendung dieser Systeme, da sie die Personalbindung im OP deutlich reduzieren können.